# Grigori Olegowitsch Borissenko
Grigori Olegowitsch Borissenko (russisch Григорий Олегович Борисенко; * 15. April 2002 in Moskau) ist ein russischer Fußballspieler.

## Karriere

### Verein
Borissenko begann seine Karriere bei Lokomotive Moskau. Im April 2021 spielte er erstmals für das Lokomotive-Kasanka Moskau in der drittklassigen Perwenstwo PFL. In der Saison 2020/21 kam er insgesamt zu sechs Drittligaeinsätzen für Kasanka. Im November 2021 stand er gegen Spartak Moskau erstmals im Kader der Profis von Lok. Sein Debüt für diese in der Premjer-Liga gab er schließlich im selben Monat gegen Achmat Grosny. Bis Saisonende kam er zu drei Einsätzen in der höchsten Spielklasse.
Zur Saison 2022/23 wechselte Borissenko zum Zweitligisten Baltika Kaliningrad.

### Nationalmannschaft
Borissenko spielte zwischen 2017 und 2018 für russische Jugendnationalteams.